# Сосонка (Винницкая область)
Со́сонка (укр. Сосонка) — село в Винницком районе Винницкой области Украины.
Расположено на берегу реки Десна (левый приток Южного Буга).
У села находится железнодорожная станция «Сосонка» и железнодорожный пункт остановки «Десенка». На станции останавливаются пригородные электропоезда Казатин-Винница-Жмеринка и некоторые региональные поезда.
Код КОАТУУ — 0520687003. Население по переписи 2001 года составляет 2368 человек. Почтовый индекс — 23218. Телефонный код — 432.
Занимает площадь 0,377 км².
В селе действует храм Архистратига Божьего Михаила Винницкого районного благочиния Винницкой епархии Украинской православной церкви.

## Адрес местного совета
23218, Винницкая область, Винницкий р-н, с. Сосонка, ул. Мира